# Кладж
Кладжи или клуджи (англ. kludge) — управляющие строки, содержащие техническую информацию о сообщениях в Фидо и других сетях, основанных на технологии FTN. Аналогичную роль выполняет RFC-заголовок в сообщениях электронной почты.
Не все строки с технической информацией являются собственно кладжами, то есть соответствуют формату кладжа (AREA, SEEN-BY и др.). Поэтому часто о кладжах говорят в широком смысле, имея в виду все строки с технической информацией.

## Формат кладжей
Общее описание кладжей даётся в FTS-4000 Архивная копия от 29 сентября 2008 на Wayback Machine. Управляющие строки начинаются символом ASCII SOH. Строки, не являющиеся кладжами, не должны начинаться с этого символа. Общий формат управляющей строки следующий:
```
<SOH><control tag>": "<string><CR>
```

Здесь <control tag> — это название кладжа, а <string> — его значение.

## Документированные кладжи

### MSGID и REPLY
Кладж MSGID содержит адрес отправителя и «серийный номер» (восьмизначное шестнадцатеричное число). Серийный номер должен генерироваться таким образом, чтобы не допустить появления двух сообщений с одинаковым кладжем MSGID в течение трёх лет.
Если сообщение является ответом на другое, то в кладже REPLY должен содержаться MSGID того сообщения.
Кладжи MSGID и REPLY используются для линковки сообщений в треды.
Описаны в FTS-0009 Архивная копия от 15 мая 2010 на Wayback Machine.

### PID и TID
Кладж PID (Product ID) содержит идентификатор программы, которой было создано сообщение. Кладж TID (Tosser ID) добавляется эхопроцессором, осуществляющим экспорт сообщения, то есть упаковку сообщения для отправки другим системам.
Описаны в FSC-0046 Архивная копия от 29 сентября 2008 на Wayback Machine.

### CHRS
Описан в FSP-1013. Используется для указания кодировки сообщения.

### INTL, FMPT, TOPT
Используются только в нетмейле. В кладже INTL указываются адреса узловых систем отправителя и получателя сообщения. Если отправитель является поинтом, то номер поинта указывается в кладже FMPT, если получатель — в кладже TOPT.
Описаны в FTS-4001 Архивная копия от 29 сентября 2008 на Wayback Machine.

### TZUTC
Описан в FTS-4008 Архивная копия от 29 сентября 2008 на Wayback Machine. В этом кладже указывается смещение времени, являющегося местным для отправителя, относительно UTC.

### Via
Описан в FTS-4009 Архивная копия от 29 сентября 2008 на Wayback Machine. Используется только в нетмейле. Вставляется трекером перед упаковкой сообщения на отправку. Содержит адрес системы, время обработки и идентификатор программы, осуществляющей маршрутизацию нетмейла в системе.

### FLAGS
Описан в FSC-0053 Архивная копия от 29 сентября 2008 на Wayback Machine. В нём сохраняются атрибуты сообщения. Это может делаться, например, тоссером при помещении сообщений во временный каталог после распаковки сообщений из пакетов.

### ENC
Описан в FSC-0073 Архивная копия от 29 сентября 2008 на Wayback Machine. Вставляется в зашифрованные или подписанные ЭЦП сообщения.

### Кладжи форвардов
Кладжи FWDFROM, FWDTO, FWDORIG, FWDDEST, FWDSUBJ, FWDAREA и FWDMSGID вставляются в сообщения с форвардами и содержат информацию из заголовка и кладжей оригинального сообщения.
Описаны в FRL-1010 Архивная копия от 29 сентября 2008 на Wayback Machine.

## Недокументированные кладжи
Есть ряд кладжей, которые не имеют соответствующих принятых FTSC документов, но которые, однако, достаточно часто вставляются в письма самими пользователями. Редактор GoldED может отображать их в виде затенённых строк.

### Realname
В FTN-сетях распространено написание имён и фамилий в поле "From:" сообщений транслитом. Первоначально это делалось для того, чтобы избежать проблем с перекодировкой, но обычай так и сохранился, несмотря на то, что в 1999 г. был принят документ FSP-1013, согласно которому содержание кладжа CHRS (см. выше) относится в том числе к заголовку сообщений.
По транслитерированному написанию имён порой трудно понять, как они звучат на самом деле, поэтому в кладже Realname можно указать русское написание.
Правила различных эхоконференций, разрешая использование в поле "From:" псевдонимов, могут требовать указывать реальные имена в кладже Realname.

### Location
В этом кладже указывается расположение автора письма. Он может использоваться в тех случаях, когда по адресу или ориджину трудно узнать действительное местонахождение автора.

### JID, ICQ, Email и др.
В этих кладжах могут указываться дополнительные способы связи, помимо адреса в FTN-сети.